# Gelis fasciitinctus
Gelis fasciitinctus là một loài tò vò trong họ Ichneumonidae.